# بنی خلاد (تونس)
بنی خلاد (به عربی: بنی خلاد) یک منطقهٔ مسکونی در تونس است که در استان نابل واقع شده‌است. بنی خلاد ۲۳٬۳۵۶ نفر جمعیت دارد.